# Zakázková ekonomika
Zakázková ekonomika (z anglického gig economy) je jedna z oblastí sdílené ekonomiky a předmětem jejího sdílení je pracovní činnost. Ta je získávána na základě dočasných flexibilních smluvních dodávek, preferuje se tedy pracovník na volné noze na smluvní bázi před stálým zaměstnancem. Zakázková ekonomika je často založena na online platformách, které propojují poptávající a nabízející účastníky v globálním prostředí. Poskytuje pracovníkům větší volnost, přístup na globální trh, umožňuje vykonávat práci na jakémkoli místě a přináší flexibilnější životní styl. Zároveň ale dochází k erozi vztahů mezi pracovníky, obchodními společnostmi a zákazníky. Dalším problémem spojeným se zakázkovou ekonomikou jsou nedostatečné legislativní rámce, což přináší řadu regulačních problémů.
Počet lidí, kteří v tomto odvětví ekonomiky pracují, neustále vzrůstá a pro mnohé z těchto pracovníků se jedná o hlavní zdroj příjmu. Důvody vzestupu zájmu o tuto formu získávání pracovní síly prostřednictvím platforem gig ekonomiky jsou vyrovnání se s krátkodobými výkyvy na straně poptávky na pracovním trhu, tržní tlaky na krátkodobé výsledky a vysokou účinnost a  snaha snížit náklady na pracovní sílu.

## Počátky
Přibližně od roku 2000 probíhá digitalizace ekonomiky a průmyslu, ke které dochází především díky rychlému rozvoji informačních a komunikačních technologií, jako je internet, a později i nástup mobilních aplikací s pomocí chytrých telefonů. Jedním z mnoha výsledků této digitalizace byla také vytvořena nová pracovní místa a nové formy zaměstnání. Stalo se tak na základě vzniku platforem poskytujících služby na vyžádání, kde si každý může objednat určité zboží nebo službu, která se tak stává přístupnější než do teď. S měnícími se ekonomickými podmínkami a pokračujícím technologickým pokrokem se změnil význam slova práce, které bylo dříve popsáno jako závazek na plný úvazek se stanovenou pracovní dobou včetně výhod. Změna ekonomiky vytvořila například novou pracovní sílu charakterizovanou nezávislou prací a práci na smlouvu.

## Současná situace
Pro 36 procent zaměstnaných Američanů je zakázková ekonomika součást primárního nebo sekundárního zaměstnání. Ve 14 zemích Evropy se podílelo na zakázkové ekonomice 9,7 procenta ekonomicky aktivních dospělých. Zároveň se odhaduje, že počet lidí pracujících v zakázkové ekonomice je 20 až 30 procent ekonomicky aktivní populace ve Spojených státech a v Evropě.

## Rozdíl od dočasných zaměstnání
V tradičních zaměstnáních se objevuje dlouhodobý vztah zaměstnavatel-zaměstnanec, ve kterém je pracovník placen od hodiny nebo roku a vydělává mzdu nebo plat. Oproti tradičním zaměstnáním mají jiné práce tendenci být pouze dočasné. Pracovníci jsou najímání jen na dobu určitou nebo pro splnění určitého úkolu. Koordinace pracovních míst prostřednictvím společnosti zabývající se prací na vyžádání snižuje vstupní a provozní náklady poskytovatelů. Zároveň zaměstnancům umožňuje například větší flexibilitu v jejich pracovní době. Takzvaní freelanceři (také „podnikatelé na volné noze“) nabízejí své dovednosti, aby maximalizovali svou svobodu, zatímco pracovníci zakázkové ekonomiky se snaží zvýšit úroveň svých dovedností a příjem.

## Model zaměstnanosti
Obchodní model společností, které se nacházejí v zakázkové ekonomice, byl kritizován za používání technologií k obcházení ochrany pracovníků jako jsou práva na minimální mzdu a placené volno, maskování pracovních vztahů jako nezávislé uzavírání smluv a samostatná výdělečná činnost, aby se náklady přenesly na pracovníky. Například studie Centre for Future Work v australském institutu obvinila Uber z „kreativního využívání výhod jeho systému expedice za účelem vyhýbání se tradičním pracovním předpisům (a dalším nepohodlným daním a předpisům)“. Zatímco v tradičních průmyslových odvětvích mohou pracovníci čerpat výhody odborů, poskytování zdravotní péče, minimální mzdy, ukončení pracovního poměru a práv na pracovní dobu, zaměstnanci v rámci sdílené ekonomiky jsou často placeni na volné noze. Nezávislí pracovníci nedostávají důchodové dávky ani jiná práva a výhody pro zaměstnance a často nejsou placeni od hodiny.
Studie McKinsey Global Institute z roku 2016 dospěla k závěru, že po celé Americe a Anglii se nějakého druhu nezávislé práce účastnilo celkem 162 milionů lidí. Nejčastěji je jejich platba spojena se zakázkami, které provádějí, což mohou být pronájmy, dodávací nebo jiné služby.
V některých jurisdikcích právní rozhodnutí klasifikovala nezávislé zaměstnance na plný úvazek pracující pro jednoho hlavního zaměstnavatele gigové ekonomiky jako pracovníky a udělila jim plná práva a ochranu pracovníků. Příkladem je rozhodnutí z října 2016 proti Uberu v případě Uber BV v Aslam, které přijalo požadavek dvou řidičů Uberu, aby byli klasifikováni jako pracovníci a aby jim byla přiznána související práva a výhody.
Je důležité odlišit zaměstnanost ve sdílené ekonomice od zaměstnanosti prostřednictvím smluv s nulovou pracovní dobou (anglicky zero-hour contracts), což je termín používaný především ve Spojeném království. Zaměstnanost v zakázkové ekonomice znamená obdržení kompenzace za jeden klíčový ukazatel výkonnosti, který je například definován jako doručený balík nebo jednotlivá jízda prostřednictvím taxislužby. Další funkcí je, že zaměstnanci se mohou rozhodnout odmítnout přijetí objednávky. Odmítnout zakázku mohou i pracovníci s nulovou pracovní dobou, ale na rozdíl od pracovníků na zakázku jsou placeni od hodiny, a nikoli přímo prostřednictvím ukazatelů souvisejících s podnikáním.

## Výhody a nevýhody
Pracovníci zakázkové ekonomiky mají vysokou úroveň flexibility, samostatnosti, rozmanitosti a komplikovanosti úkolů.
Zakázková ekonomika však také vyvolala určité obavy. Zaprvé, tato pracovní místa obecně poskytují jen málo zaměstnavatelem poskytovaných výhod a ochran na pracovišti. Zadruhé, technologický vývoj, k němuž dochází na pracovišti, začal stírat právní definice pojmů „zaměstnanec“ a „zaměstnavatel“ způsobem, který byl nepředstavitelný, když se ve Spojených státech psaly předpisy o zaměstnanosti, jako byl Wagnerův zákon z roku 1935 a Fair Labour Standards Act z roku 1938. Tyto mechanismy kontroly mohou vést k nízkým platům, sociální izolaci, přepracování, deprivaci spánku a vyčerpání.

## Budoucnost
V posledních 20 letech se počet lidí v zakázkové ekonomice zvyšuje. Pokračující technologický pokrok má potenciál ke zvýšení aktivit v zakázkové ekonomice. Online technologie umožnily nové formy práce s potenciálem dalších změn zakázkové ekonomiky. Trend zakázkové ekonomiky není nijak izolovaný, souvisí s rozsáhlými změnami v ekonomice. Pokrok v globalizaci a technologii vyvíjí tlak na společnosti, aby rychle reagovala na změny na trhu. Zabezpečení pracovní síly prostřednictvím netradičních dohod, jako jsou zakázkové práce, umožňuje společnostem rychle se přizpůsobit, což pak vede ke zvýšení jejich zisků. Z tohoto pohledu je zakázková ekonomika základní složkou dnešní ekonomiky a je tak nepravděpodobné, že by měla v dohledné době vymizet. Pracovníci zakázkové ekonomiky jsou ve všech úrovních organizací včetně vrcholných vedoucích pracovníků, jako jsou například generální ředitelé, finanční ředitelé, a částečně vedoucí pracovníci.